# Jagodniki (ptaki)
Jagodniki (Paramythiidae) – rodzina ptaków z podrzędu śpiewających (Oscines) w obrębie rzędu wróblowych (Passeriformes).

## Występowanie
Rodzina obejmuje gatunki występujące na Nowej Gwinei.

## Morfologia
Długość ciała 12–22 cm; masa ciała 16,5–61 g.

## Systematyka
Wcześniej niżej wymienione gatunki zaliczano do kwiatówek (Dicaeidae) lub jagodziaków (Melanocharitidae), z którymi nie są blisko spokrewnione.
Do rodziny jagodników zalicza się dwa rodzaje:
- Oreocharis Salvadori, 1876 – jedynym przedstawicielem jest Oreocharis arfaki (A.B. Meyer, 1875) – sikorzyk
- Paramythia De Vis, 1892